# Thyridia melantho
Thyridia melantho är en fjärilsart som beskrevs av Bates 1866. Thyridia melantho ingår i släktet Thyridia och familjen praktfjärilar. Inga underarter finns listade i Catalogue of Life.